# فرانسيس دي سيلز (ممثل)
فرانسيس دي سيلز (بالإنجليزية: Francis De Sales)‏ مواليد 23 مارس 1912 في فيلادلفيا، الولايات المتحدة - الوفاة 25 سبتمبر 1988 في فان نويس، كاليفورنيا، مقاطعة لوس أنجلوس، الولايات المتحدة، هو ممثل أمريكي بدأ مسيرته الفنية سنة 1950. امتدت مسيرته الفنية لأكثر من 28 عاما. من أعماله تورا! تورا! تورا! وسايكو.

## روابط خارجية
- فرانسيس دي سيلز على موقع IMDb (الإنجليزية)
- فرانسيس دي سيلز على موقع ألو سيني (الفرنسية)
- فرانسيس دي سيلز على موقع قاعدة بيانات برودواي على الإنترنت (الإنجليزية)
- فرانسيس دي سيلز على موقع قاعدة بيانات الفيلم (الإنجليزية)